# Werbkowice
Werbkowice è un comune rurale polacco del distretto di Hrubieszów, nel voivodato di Lublino.
Ricopre una superficie di 188,26 km² e nel 2004 contava 10 200 abitanti.